# Scotopteryx gerardini
Scotopteryx gerardini är en fjärilsart som beskrevs av Charles Oberthür 1907. Scotopteryx gerardini ingår i släktet backmätare, och familjen mätare. Inga underarter finns listade.